# Pringsheimia chamaecyparidis
Pringsheimia chamaecyparidis är en svampart som beskrevs av Froid. 1973. Pringsheimia chamaecyparidis ingår i släktet Pringsheimia och familjen Dothioraceae.   Inga underarter finns listade i Catalogue of Life.